# Hoàng Thủy Nguyên
GS.TSKH. Hoàng Thủy Nguyên (sinh ngày 18 tháng 3 năm 1929 tại Đông Ngạc, Từ Liêm (nay là Đông Ngạc, Bắc Từ Liêm), Hà Nội, qua đời ngày 20 tháng 7 năm 2018) là người đã đặt nền móng cho việc Việt Nam tự chủ sản xuất vaccine, là người có công lớn trong việc phát triển hệ thống y tế dự phòng tại Việt Nam  . Ông đã được trao tặng Giải thưởng Hồ Chí Minh về lĩnh vực Khoa học Y - Dược, danh hiệu Anh hùng Lao động vào năm 2000.

## Tiểu sử
Hoàng Thủy Nguyên được sinh ra trong một gia đình trí thức nổi tiếng với truyền thống yêu nước. Cha của ông là Giáo sư Hoàng Tích Trí, nguyên Bộ trưởng Bộ Y tế Việt Nam.
Vài năm sau ngày Toàn quốc kháng chiến, Hoàng Thủy Nguyên bắt đầu theo học tại Trường Đại học Y Hà Nội, sau đó công tác ở nhiều lĩnh vực trong ngành y tế. Trong khoảng thời gian từ năm 1949 đến khi miền Bắc hoàn toàn giải phóng vào năm 1954, ông công tác tại các đơn vị quân y ngoài mặt trận phục vụ trong nhiều chiến dịch, trong đó Chiến dịch Điện Biên Phủ. Ngay tại chiến trường, Hoàng Thủy Nguyên đã được giao nhiệm vụ lập phòng thí nghiệm vi sinh vật - hóa học nhằm phục vụ cho công tác chiến đấu.
Sau khi tốt nghiệp bác sĩ y khoa vào năm 1955, ông về làm việc tại Viện Vệ sinh Dịch tễ Trung ương. Năm 1956, Hoàng Thủy Nguyên làm thực tập sinh tại Cộng hòa Dân chủ Đức và lấy bằng tiến sĩ vào năm 1958, đến năm 1962 được cấp bằng tiến sĩ khoa học và được Viện Hàn lâm Y học Erfurt công nhận Phó Giáo sư. Năm 1959, ông được giao phụ trách phòng Siêu vi trùng tại Viện Vệ sinh Dịch tễ Trung ương và đảm nhiệm chức vụ trưởng phòng từ năm 1963. Năm 1965, Hoàng Thủy Nguyên được đề bạt giữ chức Phó Viện trưởng và được giao đảm nhiệm chức vụ Viện trưởng Viện Vệ sinh Dịch tễ Trung ương trong khoảng thời gian từ năm 1974 đến năm 1994. Ông được công nhận chức danh giáo sư y học vào năm 1980, chuyên ngành virus học.
Ngoài ra, ông còn đảm nhiệm chức vụ Chủ tịch Hội đồng Khoa học Bộ Y tế. Trong khoảng thời gian từ năm 1990 đến năm 1995, Hoàng Thủy Nguyên là Ủy viên Hội đồng xét duyệt Học vị và chức danh Khoa học Nhà nước. Từ năm 1995 đến năm 2000, ông là Ủy viên Hội đồng Học hàm Nhà nước. Song song đó, ông cũng đảm nhiệm chức vụ Chủ tịch Hội đồng Chính sách Khoa học và Công nghệ Nhà nước từ năm 1997 đến năm 2002. Hoàng Thủy Nguyên còn là thành viên của Tổ chức Dịch tễ Thế giới, Tổ chức nghiên cứu về tế bào thế giới thuộc UNESCO của Liên hiệp quốc. Hiện nay, ông đang là Ủy viên Hội đồng Tư vấn của Tạp chí Y học dự phòng, diễn đàn khoa học của Hội Y học dự phòng Việt Nam.

### Nghiên cứu khoa học
Từ năm 1957 đến năm 1959, ở miền Bắc của Việt Nam, bệnh bại liệt ở trẻ em phát thành dịch. Vào năm 1959, tỷ lệ tử vong do dịch bệnh này lên đến 13%. Trước tình hình đó, trong điều kiện cơ sở vật chất rất thô sơ lúc bấy giờ, Hoàng Thủy Nguyên đã lần đầu tiên phân loại và định lập được virus cúm và virus bại liệt, thành lập phòng thí nghiệm virus và xây dựng nên ngành Virus học ở Việt Nam.
Ông được Bộ trưởng Bộ Y tế Phạm Ngọc Thạch cử sang Liên Xô để tiếp nhận chuyển giao công nghệ sản xuất vắc-xin bại liệt ở dạng uống với tên gọi vắc-xin Sabin, loại vắc-xin do Tiến sĩ Albert Sabin (người Mỹ gốc Ba Lan) nghiên cứu thành công vào khoảng những năm 1954 và 1955, trực tiếp từ nhà vi sinh vật học người Liên Xô Mikhail Chumakov vào mùa hè năm 1960. Ba tháng sau, Hoàng Thủy Nguyên trở về nước và nhanh chóng thành lập một nhóm những nhà khoa học để triển khai sản xuất vắc-xin bại liệt tại Việt Nam. Trong thời gian đó, ông đã gặp Sabin và Sabin trao cho ông ba giống virus không độc lực và đồng ý để ông sử dụng sản xuất vắc-xin. Loại vắc-xin này được sản xuất trên tế bào thận của loài khỉ Vàng (tên khoa học là Macaca mutala). Tuy nhiên, tại thời điểm đó Việt Nam chưa có cơ sở chăn nuôi loài khỉ này. Nhóm nghiên cứu của Hoàng Thủy Nguyên đã quyết định thành lập ngay khu nuôi khỉ Vàng ở đảo Rều nằm giữa vịnh Bái Tử Long ở Quảng Ninh.
Lúc đó, Việt Nam còn rất khó khăn, thiếu thốn cả về vật chất lẫn con người. Tuy nhiên, vì sự cấp bách của việc sản xuất vắc-xin, Thủ tướng Phạm Văn Đồng đã cấp riêng cho Hoàng Thủy Nguyên khoản kinh phí 2000 bảng Anh một năm để nghiên cứu. Ông đã dùng số tiền đó để mua hóa chất và dụng cụ từ Hồng Kông và mua thêm một chiếc máy đông khô của Tây Đức trị giá 2000 bảng sau vài năm dành dụm tiền. Trụ sở làm việc của nhóm là những phòng ở của các nữ sinh tại số 5 phố Quang Trung, nằm ngay sau trường Saint Marie (ngày nay là bệnh viện Việt Nam – Cuba). Đến năm 1962, phòng thí nghiệm virus học của Hoàng Thủy Nguyên đã sản xuất được 2 triệu liều vắc-xin Sabin.
Hoàng Thủy Nguyên 
Vào thời điểm ban đầu vẫn còn nhiều nghi ngờ về độ an toàn của những liều vắc-xin được sản xuất tại Việt Nam do người dân chưa thực sự tin tưởng vào khả năng của các nhà khoa học trong nước. Lúc đó, rất ít người tin rằng Bác sĩ Hoàng Thủy Nguyên có thể làm được loại vắc-xin hiện đại đó. Vì thế, bên cạnh quá trình kiểm định chính thống, để làm yên lòng mọi người, tại một hội nghị gồm các cán bộ chủ chốt của Bộ Y tế, Hoàng Thủy Nguyên đã cùng với Bộ trưởng Phạm Ngọc Thạch mỗi người uống thử nghiệm một trăm liều vắc-xin để chứng minh về độ an toàn của loại vắc-xin này. Kết quả là không có vấn đề gì xảy ra và loại vắc-xin này đã được triển khai phòng ngừa cho trẻ em trong toàn xã hội. Vắc-xin này đã góp phần bảo vệ hàng triệu người Việt Nam khỏi các di chứng của bệnh bại liệt. Theo đó, đến năm 2000, Tổ chức Y tế Thế giới chính thức công bố rằng Việt Nam đã thanh toán được bệnh bại liệt.
Trong khoảng thời gian từ năm 1960 đến năm 1999, Hoàng Thủy Nguyên đã chủ trì và cùng các cộng sự ở Viện Vệ sinh Dịch tễ Trung ương thực hiện tổng cộng 128 công trình khoa học, cho ra đời nhiều loại vắc-xin dùng trong chương trình tiêm chủng mở rộng quốc gia, đặc biệt là đối với trẻ em. Ngoài loại vắc-xin Sabin phòng bệnh bại liệt kể trên còn có vắc-xin phòng bệnh viêm não Nhật Bản và viêm gan B. Các loại vắc-xin này đã được Viện Vệ sinh Dịch tễ Trung ương tiếp thu công nghệ sản xuất mới nhất của Liên Xô, Mỹ, Nhật Bản và đã sản xuất thành công ở Việt Nam, giúp tiết kiệm một khoảng ngân sách hàng chục tỷ đồng mỗi năm cho Nhà nước Việt Nam. Sau đó, Hoàng Thủy Nguyên cũng là người đã xác định được căn nguyên của dịch SARS và dịch cúm gia cầm về những tính chất đặc trưng của hai virut SARS – CoV và Myxoviruts influenzae. Từ tháng 4 năm 2004, Hoàng Thủy Nguyên phụ trách nhóm nghiên cứu cho ra đời loại vắc-xin cúm H5N1 có thể dùng để tiêm phòng cho cả gia cầm và người.
Hoàng Thủy Nguyên cũng có những đóng góp rất lớn trong việc hợp tác khoa học với các nước phát triển như Pháp và Mỹ, tranh thủ nguồn viện trợ để đổi mới công nghệ, trang bị xây dựng Viện Vệ sinh Dịch tễ Trung ương cũng như ngành y tế dự phòng của Việt Nam. Ông cũng tham gia giúp đỡ nước Lào láng giềng trong việc đào tạo cán bộ y tế.
Giáo sư Hoàng Thủy Nguyên cũng rất trăn trở về vấn đề biến đổi khí hậu. Theo ông vấn đề này sẽ có tác động lớn đến hệ sinh thái, mà đặc biệt là thế giới các vi sinh vật sẽ bị tác động nhiều nhất. Khi đó, những tái tổ hợp xảy ra ở các vi sinh vật sẽ làm xuất hiện các tác nhân gây bệnh mới, nhất là những tác nhân ở các loài côn trùng có thể gây bệnh cho người. Từ nhận thức đó, ông đã cùng với Viện Vệ sinh Dịch tễ Trung ương bắt tay vào việc xây dựng Trung tâm quốc tế đào tạo sinh y học. Đề án này đã được Chính phủ Việt Nam phê duyệt và đang hoàn thành khâu thiết kế trước khi triển khai xây dựng tại Khu công nghệ cao Hòa Lạc.

## Giải thưởng, danh hiệu
Hoàng Thủy Nguyên đã được nhận bằng khen của Thủ tướng Chính phủ Việt Nam, được Đảng Cộng sản Việt Nam và Nhà nước Việt Nam tặng thưởng Huân chương Chiến thắng hạng ba, Huân chương Kháng chiến hạng nhất và hạng ba, Huân chương Lao động hạng ba, Huân chương Độc lập hạng nhì, Huân chương Bảo vệ an ninh Tổ Quốc, cùng với danh hiệu Thầy thuốc Nhân dân. Năm 2000, ông đã vinh dự được trao tặng danh hiệu Anh hùng Lao động và Giải thưởng Hồ Chí Minh về Khoa học Y - Dược với công trình nghiên cứu vắc-xin phòng bệnh bại liệt. Ngoài ra, ông còn được tặng thưởng Huy chương Khoa học của Viện Hàn lâm Y học Erfurt, Cộng hòa Dân chủ Đức.
Tháng 9 năm 2016, ông đã được trao tặng Giải thưởng Trần Đại Nghĩa cho Công trình “Ứng dụng công nghệ tiên tiến sản xuất vắc xin phòng bệnh cho người” của ông và cố Giáo sư, Tiến sỹ khoa học Đặng Đức Trạch - Viện Vệ sinh Dịch tễ Trung ương.

## Gia đình
Hoàng Thủy Nguyên sinh ra trong gia tộc trí thức yêu nước, có nhiều cống hiến cho đất nước. Cha ông là Giáo sư Hoàng Tích Trý, nguyên Bộ trưởng Bộ Y tế đầu tiên của Chính phủ lâm thời Việt Nam. Hơn 200 năm qua, dòng tộc họ Hoàng ở Đông Ngạc có những nhà trí thức, yêu nước nhiệt thành như Hoàng Nguyễn Thự, Hoàng Phạm Thạch (Quan Thượng thư Bộ Lễ),Hoàng Tế Mỹ (Quan Thượng thư Bộ Lễ), Hoàng Tướng Hiệp (Quan Tham tán Quân vụ Đại thần), Hoàng Tăng Bí (một trong số những người sáng lập phong trào Đông Kinh Nghĩa Thục), Hoàng Minh Giám (nguyên Bộ trưởng Bộ Ngoại giao, Bộ trưởng Bộ Văn hoá và Chủ nhiệm Ủy ban Đối ngoại của Quốc hội khoá VI).Hiện ở Hà Nội, có ba con phố mang tên các nhà trí thức của gia tộc họ Hoàng làng Đông Ngạc: Hoàng Tăng Bí, Hoàng Minh Giám, Hoàng Tích Trý (là thân sinh giáo sư Hoàng Thủy Nguyên).
Hoàng Thủy Nguyên có ba anh em trai, tất cả đều hoạt động trong lĩnh vực y tế: Giáo sư Hoàng Thủy Long, Kỹ sư Hoàng Thủy Lạc Tổng Giám đốc Tổng công ty Thiết bị y tế Việt Nam, Hoàng Thủy Tiến là Phó cục trưởng Cục An toàn Vệ sinh thực phẩm - Bộ Y tế.  Giáo sư Hoàng Thủy Nguyên, Hoàng Thủy Long cũng từng giữ chức Viện trưởng Viện Vệ sinh Dịch tễ Trung ương và cả hai là Anh hùng lao động thời đổi mới. Giáo sư Hoàng Tích Mịnh (chú của Giáo sư Hoàng Thủy Nguyên) và Giáo sư Hoàng Thủy Nguyên sau này đều được trao tặng Giải thưởng Hồ Chí Minh trong lĩnh vực y - dược.
Anh ruột mẹ Giáo sư Hoàng Thủy Nguyên là cố nhà văn Vũ Ngọc Phan.
Cháu nội ông là Hoàng Diễm Huyền, chuyên gia truyền thông y tế. Cô là tác giả của dự án truyền thông phòng chống dịch COVID-19 "Ghen Cô Vy", phụ trách sản xuất và quản lý dự án này 